# 6741 Liyuan
A 6741 Liyuan (ideiglenes jelöléssel 1994 FX) a Naprendszer kisbolygóövében található aszteroida. Kin Endate és Vatanabe Kazuró fedezte fel 1994. március 31-én.